# Saison 2017-2018 du Dijon FCO
Maillots
Chronologie
Saison précédente Saison suivante
La saison 2017-2018 du Dijon FCO est la troisième du club en première division, après avoir terminé seizième de Ligue 1 l'année passée.
L'équipe est dirigée pour la sixième saison consécutive par Olivier Dall'Oglio, qui occupe le poste d'entraîneur depuis juin 2012, tandis que le club est présidé par Olivier Delcourt depuis 2012.

## Transferts

### Championnat
La Ligue 1 2017-2018 est la quatre-vingtième édition du Championnat de France de football et la seizième sous l'appellation « Ligue 1 ». L'épreuve est disputée par vingt clubs réunis dans
un seul groupe et se déroulant par matches aller et retour, soit une série de trente-huit rencontres. Les meilleurs de ce championnat se qualifient pour les coupes d'Europe, les trois premiers en Ligue des champions et le quatrième en Ligue Europa. À l'inverse, les deux derniers de la compétition sont relégués à l'échelon inférieur en Ligue 2 et le 18e joue un barrage contre le 3e de la Ligue 2.

#### Classement
| Rang | Équipe                 | Pts | J  | G  | N  | P  | Bp | Bc | Diff |
| ---- | ---------------------- | --- | -- | -- | -- | -- | -- | -- | ---- |
| 8    | OGC Nice               | 54  | 38 | 15 | 9  | 14 | 53 | 52 | +1   |
| 9    | FC Nantes              | 52  | 38 | 14 | 10 | 14 | 36 | 41 | −5   |
| 10   | Montpellier Hérault SC | 51  | 38 | 11 | 18 | 9  | 36 | 33 | +3   |
| 11   | Dijon FCO              | 48  | 38 | 13 | 9  | 16 | 55 | 73 | −18  |
| 12   | EA Guingamp            | 47  | 38 | 12 | 11 | 15 | 48 | 59 | −11  |
| 13   | Amiens SC P            | 45  | 38 | 12 | 9  | 17 | 37 | 42 | −5   |
| 14   | Angers SCO             | 41  | 38 | 9  | 14 | 15 | 42 | 52 | −10  |

## Joueurs du mois et de l'année
Chaque mois, les supporters dijonnais élisent le joueur du mois. En fin de saison est alors élu le joueur dijonnais de l'année.  
| Mois      | Joueur          |
| --------- | --------------- |
| Août      | Naïm Sliti      |
| Septembre | Valentin Rosier |
| Octobre   | Baptiste Reynet |
| Novembre  | Chang-hoon Kwon |
| Décembre  | Wesley Saïd     |
| Janvier   | Florent Balmont |
| Février   | Julio Tavarès   |
| Mars      | Wesley Saïd     |
| Avril     | Naïm Sliti      |
| Année     |                 |